# Helicops apiaka
Helicops apiaka — вид змій родини полозових (Colubridae). Ендемік Бразилії.

## Поширення і екологія
Helicops apiaka мешкають в басейні річки Телес-Пірес на півночі штату Мату-Гросу. Вони живуть в тропічних лісах, на берегах водойм. Живляться рибою і земноводними.